# Tanzen mit Righeira
Tanzen mit Righeira è un singolo del duo musicale italiano Righeira, pubblicato nel 1983 come primo estratto dal primo album in studio Righeira.

## Tracce
12" – INT 15142 (Italia)
- Lato A

1. Tanzen mit Righeira (Logic Remix) – 5:30

- Lato B

1. Tanzen mit Righeira (Break Version) – 4:43

## Formazione
Righeira
- Johnson Righeira – voce
- Michael Righeira – voce

Produzione
- La Bionda – produzione